# Himma
Himma – wieś w Estonii, w prowincji Põlva, w gminie Laheda.